# Sandy Mayer
Pour les articles homonymes, voir Mayer.
Sandy Mayer, né le 5 avril 1952 à Flushing, est un ancien joueur de tennis professionnel américain.

## Carrière
Il a remporté entre 1971 et 1986, date à laquelle il a pris sa retraite, onze tournois en simple et vingt-quatre en double. Il a été 7e au classement ATP en simple et 3e en double. Il reste l'un des meilleurs joueurs de double de son époque, remportant notamment Wimbledon avec Vitas Gerulaitis en 1975 et Roland-Garros avec son frère Gene Mayer en 1979.

## Parcours dans les tournois duGrand Chelem

### En simple
| Année | Open d'Australie | Open d'Australie | Internationaux de France | Internationaux de France | Wimbledon       | Wimbledon    | US Open         | US Open     | Open d'Australie | Open d'Australie |
| ----- | ---------------- | ---------------- | ------------------------ | ------------------------ | --------------- | ------------ | --------------- | ----------- | ---------------- | ---------------- |
| 1970  | —                | —                | —                        | —                        | —               | —            | 1er tour (1/64) | P. Cornejo  | n.o.             | n.o.             |
| 1971  | —                | —                | —                        | —                        | —               | —            | 1er tour (1/64) | J. Fillol   | n.o.             | n.o.             |
| 1972  | —                | —                | —                        | —                        | 3e tour (1/16)  | S. Smith     | 1/8 de finale   | F. McMillan | n.o.             | n.o.             |
| 1973  | —                | —                | —                        | —                        | 1/2 finale      | A. Metreveli | 1er tour (1/64) | P. Gerken   | n.o.             | n.o.             |
| 1974  | —                | —                | —                        | —                        | 2e tour (1/32)  | R. Thung     | 2e tour (1/32)  | G. Reid     | n.o.             | n.o.             |
| 1975  | —                | —                | —                        | —                        | 1/8 de finale   | G. Vilas     | 1er tour (1/64) | B. Borg     | n.o.             | n.o.             |
| 1976  | —                | —                | —                        | —                        | 1er tour (1/64) | T. Okker     | —               | —           | n.o.             | n.o.             |
| 1977  | —                | —                | —                        | —                        | 1/8 de finale   | J. McEnroe   | —               | —           | —                | —                |
| 1978  | n.o.             | n.o.             | —                        | —                        | 1/4 de finale   | B. Borg      | 1er tour (1/64) | R. Génois   | —                | —                |
| 1979  | n.o.             | n.o.             | 3e tour (1/16)           | V. Gerulaitis            | 1/8 de finale   | A. Panatta   | —               | —           | —                | —                |
| 1980  | n.o.             | n.o.             | 1er tour (1/64)          | I. Lendl                 | 1er tour (1/64) | D. Stockton  | —               | —           | 2e tour (1/16)   | B. Drewett       |
| 1981  | n.o.             | n.o.             | —                        | —                        | 1/8 de finale   | T. Mayotte   | —               | —           | —                | —                |
| 1982  | n.o.             | n.o.             | —                        | —                        | 3e tour (1/16)  | T. Mayotte   | —               | —           | —                | —                |
| 1983  | n.o.             | n.o.             | —                        | —                        | 1/4 de finale   | J. McEnroe   | 2e tour (1/32)  | R. Tanner   | —                | —                |
| 1984  | n.o.             | n.o.             | —                        | —                        | 1er tour (1/64) | M. Doyle     | 3e tour (1/16)  | J. Nyström  | —                | —                |

N.B. : à droite du résultat se trouve le nom de l'ultime adversaire.

### En double
| Année | Open d'Australie | Open d'Australie | Internationaux de France | Internationaux de France | Wimbledon                     | Wimbledon                  | US Open                       | US Open               | Open d'Australie           | Open d'Australie     |
| ----- | ---------------- | ---------------- | ------------------------ | ------------------------ | ----------------------------- | -------------------------- | ----------------------------- | --------------------- | -------------------------- | -------------------- |
| 1970  | —                | —                | —                        | —                        | —                             | —                          | 1er tour (1/32) B. Gottfried  | A. Gimeno R. Taylor   | n.o.                       | n.o.                 |
| 1971  | —                | —                | —                        | —                        | —                             | —                          | 1er tour (1/32) R. Tanner     | Fitzgibbon A. Palafox | n.o.                       | n.o.                 |
| 1972  | —                | —                | —                        | —                        | 2e tour (1/16) J. Austin      | Machette R. Ramírez        | 2e tour (1/16) J. Austin      | A. Gimeno A. Muñoz    | n.o.                       | n.o.                 |
| 1973  | —                | —                | —                        | —                        | 2e tour (1/16) G. Scott       | K. Hancock C. Mason        | —                             | —                     | n.o.                       | n.o.                 |
| 1974  | —                | —                | —                        | —                        | 1/8 de finale V. Gerulaitis   | Newcombe T. Roche          | —                             | —                     | n.o.                       | n.o.                 |
| 1975  | —                | —                | —                        | —                        | Victoire V. Gerulaitis        | Dowdeswell A. Stone        | 1er tour (1/32) V. Gerulaitis | S. Ball K. Warwick    | n.o.                       | n.o.                 |
| 1976  | —                | —                | —                        | —                        | 1/4 de finale V. Gerulaitis   | R. Case G. Masters         | —                             | —                     | n.o.                       | n.o.                 |
| 1977  | —                | —                | —                        | —                        | 1er tour (1/32) V. Gerulaitis | D. Crealy J. Kodeš         | —                             | —                     | —                          | —                    |
| 1978  | n.o.             | n.o.             | —                        | —                        | 1/4 de finale V. Gerulaitis   | B. Hewitt F. McMillan      | —                             | —                     | —                          | —                    |
| 1979  | n.o.             | n.o.             | Victoire G. Mayer        | R. Case P. Dent          | 1/8 de finale G. Mayer        | Carmichael B. Teacher      | —                             | —                     | —                          | —                    |
| 1980  | n.o.             | n.o.             | —                        | —                        | 1/2 finale G. Mayer           | R. Lutz S. Smith           | —                             | —                     | 1/4 de finale B. Gottfried | B. Martin R. Simpson |
| 1981  | n.o.             | n.o.             | —                        | —                        | —                             | —                          | —                             | —                     | —                          | —                    |
| 1982  | n.o.             | n.o.             | —                        | —                        | 1/8 de finale F. McMillan     | K. Curren S. Denton        | —                             | —                     | —                          | —                    |
| 1983  | n.o.             | n.o.             | —                        | —                        | 1/8 de finale F. Taygan       | Ti. Gullikson T. Gullikson | 1/8 de finale F. Taygan       | D. Dowlen N. Odizor   | —                          | —                    |
| 1984  | n.o.             | n.o.             | —                        | —                        | 1/2 finale F. Taygan          | P. Fleming J. McEnroe      | 1/8 de finale W. Fibak        | P. Fleming J. McEnroe | —                          | —                    |

N.B. : le nom du ou de la partenaire se trouve sous le résultat ; le nom des ultimes adversaires se trouve à droite.